# علم المياه الكيميائي
علم المياه الكيميائي

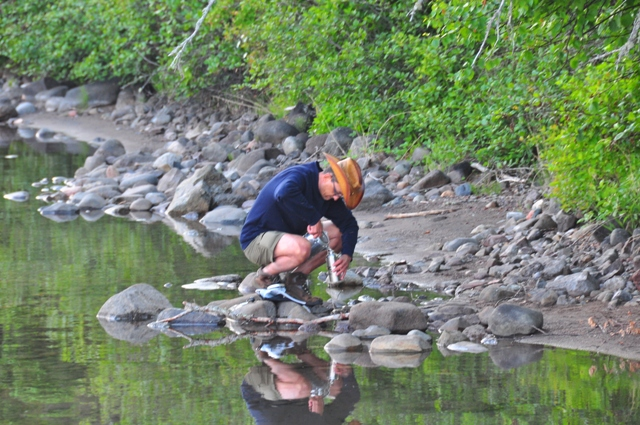

علم المياه الكيميائي أو الهيدرولوجيا الكيميائية (بالإنجليزية: Chemical hydrology or hydrochemistry)‏ و هو فرع من فروع علم المياه أو الهيدرولوجيا و التي تتعامل مع الخصائص الكيميائية للمياه.